# Baudignécourt
Baudignécourt è un comune francese di 80 abitanti situato nel dipartimento della Mosa nella regione del Grand Est.

## Storia

### Simboli
Lo stemma è stato adottato dal comune l'8 dicembre 2015.
Il gallo ardito fa riferimento all'etimologia del toponimo Baudignécourt,  un tempo Baldinei Curtis, derivata da Bald che significa "audace".
La corona di lauro allude al nome Laurent (Lorenzo), e il colore rosso è segno del martirio di san Lorenzo, patrono della parrocchia.

## Società

### Evoluzione demografica
Abitanti censiti